# Daiki Hashioka
Daiki Hashioka (jap. 橋岡 大樹, ur. 17 maja 1999 w Saitamie) – japoński piłkarz występujący na pozycji prawego obrońcy w angielskim klubie Luton Town oraz reprezentacji Japonii. Ma starszego brata Kazukiego, który także jest piłkarzem.

## Sukcesy

### Klubowe
Urawa Red Diamonds
- Zdobywca Pucharu Cesarza: 2018